# Alena Lanskaja
Alena Lanskaja, rigtige navn Alena Mikhajlawna Ljapokhina (hviderussisk: Алена Ланская / Алена Міхайлаўна Ляпохіна tr. Alena Lanskaja / Alena Mikhajlawna Ljapokhina ; russisk: Алёна Ланска́я / Еле́на Миха́йловна Лепо́хина tr. Aljona Lanskaja / Jelena Mikhajlovna Lepokhina) født 7. september 1985 i Mahiljow, er en hviderussisk sanger. Hun repræsenterede Hviderusland ved Eurovision Song Contest 2013. I 2011 vandt hun førstepræmien på Slavjanski Bazar Festival i Vitebsk. Hun repræsenterede "Solayoh" i Malmø med Hviderusland på 2013 Eurovision Song Contest. Sangen vandt 48 plads i finalen koncerten.
Lanskaja var nødt til at repræsentere Hviderusland på Eurovision Song Contest 2012 med sangen "All My Life", men efter at det viste sig, at resultatet af afstemningen blev forfalsket, fik Litesound anden plads i den hviderussiske Preliminary Round of Eurovision.